# 토마시 자호르스키
토마시 자호르스키(폴란드어: Tomasz Zahorski ˈtɔmaʐ zaˈhɔrski[*], 1984년 11월 22일, 바르미아-마주리 주 바르체보 ~)는 폴란드의 전직 프로 축구 선수로, 현역 시절 공격수로 활약했다. 그는 현재 폴란드 U-19 국가대표팀의 수석 코치이다.

## 선수 경력
바르체보 출신인 자호르스키는 인근 피사 바르체보에서 축구를 시작했고, 이후 스토밀 올시틴으로 이적했다. 이후, 그는 텡자 비스쿠피에츠를 거쳐 피사 바르체보로 복귀했다. 2004-05 시즌, 그는 다시 올시틴으로 이적해 2005년 가을까지 활약했다. 2005-06 시즌, 그는 디스코볼라 그로지스크에서 활약했다. 2006년 3월 4일, 자호르스키는 1-2로 패한 비스와 크라쿠프와의 엑스트라클라사 경기에 처음 출전했고, 교체 투입 1분 후인 85분에 골망을 흔들었다. 2007년 초, 그는 구르니크 웽치나로 임대되었다.

### 구르니크 자브제
2007년 6월 14일, 자호르스키는 구르니크 자브제의 계약서에 서명했고, 이적료는 800,000 PLN 정도인 것으로 책정되었다. 그는 소속 구단에서 맹활약하여 2007년 말에 레오 베인하커르의 폴란드 국가대표팀에 발탁되었다. 2007-08 시즌에 리그에서 10골을 기록했는데, 2008년 3월 2일 루흐 호주프와의 실롱스크 더비 경기에서도 골망을 흔들었다. 자호르스키는 자브제에서 4년 반을 활약하고 독일 2. 분데스리가의 뒤스부르크로 이적했다.

### 국가대표팀 득점 기록
| #  | 날짜            | 경기장        | 상대       | 점수 | 결과 | 대회     |
| -- | --------------- | ------------- | ---------- | ---- | ---- | -------- |
| 1. | 2008년 2월 17일 | 폴란드 브론키 | 에스토니아 | 2–0  | 승   | 친선경기 |

## 수상
디스코볼라 그로지스크
- 푸하르 폴스키: 2006–07
- 엑스트라클라사 컵: 2006–07